# NGC 1430
NGC 1430 é uma estrela na direção da constelação de Eridanus. O objeto foi descoberto pelo astrônomo Francis Leavenworth, usando um telescópio refrator com abertura de 26 polegadas. 